# 1135 Colchis
Colchis (asteróide 1135) é um asteróide da cintura principal com um diâmetro de 50,64 quilómetros, a 2,3648579 UA. Possui uma excentricidade de 0,1135681 e um período orbital de 1 591,58 dias (4,36 anos).
Colchis tem uma velocidade orbital média de 18,23529958 km/s e uma inclinação de 4,54001º.
Esse asteróide foi descoberto em 3 de Outubro de 1929 por Grigory Neujmin.